# Mallory James Mahoney
Mallory James Mahoney (* 31. Januar 2005 in Fort Worth, Texas) ist eine US-amerikanische Schauspielerin. Bekanntheit erlangte sie durch ihre Rolle als Destiny Baker in der Disney-Channel-Serie Camp Kikiwaka.

## Karriere
Mahoney wurde in Fort Worth, Texas geboren und interessierte sich, seitdem sie vier Jahre alt war, für die Schauspielerei. 2014 hatte sie ihren ersten Auftritt in einem Werbespot für Chuck E. Cheese’s. Nachdem sie kleinere Auftritte in verschiedenen Kurzfilmen hatte, erhielt sie 2016 die Rolle der Katy Cooper in Die Nacht der verrückten Abenteuer, einer Neuverfilmung von Die Nacht der Abenteuer. Im gleichen Jahr spielte sie in der Webserie Day 5 und dem Fernsehfilm Heaven Sent mit.
Im Jahr 2018 erhielt Mahoney die Rolle der Destiny Baker in der Disney-Channel-Serie Camp Kikiwaka und erlangte mit dieser größere Bekanntheit.

## Filmografie
- 2016: Die Nacht der verrückten Abenteuer (Adventures in Babysitting)
- 2016: Day 5 (Webserie, 3 Episoden)
- 2016: Heaven Sent
- 2018–2024: Camp Kikiwaka (Fernsehserie, Hauptrolle)
- 2020: On My Block (Fernsehserie, 2 Episoden)
- 2020–2021: Zuhause bei Raven (Raven's Home, Fernsehserie, 2 Episoden)